# Szerzyny (gemeente)
De gemeente Szerzyny is een landgemeente in het Poolse woiwodschap Klein-Polen, in powiat Tarnowski.
De zetel van de gemeente is in Szerzyny.
Op 30 juni 2004 telde de gemeente 8213 inwoners.

## Oppervlakte gegevens
In 2002 bedroeg de totale oppervlakte van gemeente Szerzyny 82,24 km², waarvan:
- agrarisch gebied: 68%
- bossen: 24%

De gemeente beslaat 5,81% van de totale oppervlakte van de powiat.

## Demografie
Stand op 30 juni 2004:
| Omschrijving                   | Totaal | Totaal | Vrouwen | Vrouwen | Mannen | Mannen |
| ------------------------------ | ------ | ------ | ------- | ------- | ------ | ------ |
| eenheid                        | aantal | %      | aantal  | %       | aantal | %      |
| inwoners                       | 8213   | 100    | 4141    | 50,4    | 4072   | 49,6   |
| bevolkingsdichtheid (inw./km²) | 99,9   | 99,9   | 50,4    | 50,4    | 49,5   | 49,5   |

In 2002 bedroeg het gemiddelde inkomen per inwoner 1228,39 zł.

## Plaatsen
De gemeente Szerzyny bestaat uit 5 plaatsen: Czermna, Ołpiny, Swoszowa, Szerzyny, Żurowa

## Aangrenzende gemeenten
Biecz, Brzyska, Jodłowa, Ryglice, Rzepiennik Strzyżewski, Skołyszyn